# Pocketwatch
Pocketwatch är ett kassettalbum utgivet av Dave Grohl 1992 under pseudonymen "Late!". Pocketwatch utgavs på indieetiketten Simple Machines.

## Låtlista
1. "Pokey the Little Puppy" – 4:21
2. "Petrol CB" – 4:44
3. "Friend of a Friend" – 3:06
4. "Throwing Needles" – 3:20
5. "Just Another Story About Skeeter Thompson" – 2:05
6. "Color Pictures of a Marigold" – 3:13
7. "Hell's Garden" – 3:18
8. "Winnebago" – 4:11
9. "Bruce" – 3:52
10. "Milk" – 2:35